# Beleg van Jeruzalem (1187)
Het Beleg van Jeruzalem vond plaats van 20 september tot 2 oktober 1187. Het resulteerde in de herinname van de stad Jeruzalem door Saladin en het bijna in elkaar gestorte koninkrijk Jeruzalem. Na deze noodlottige actie werd de Derde Kruistocht uitgeroepen.

## Achtergrond
Het koninkrijk Jeruzalem was verzwakt geraakt door interne conflicten en compleet verslagen tijdens de Slag bij Hattin op 4 juli 1187. Het grootste gedeelte van de adel was gevangengenomen, inclusief koning Guy van Lusignan, en gedurende de zomer nam Saladin een groot gedeelte van het Koninkrijk in. Rond half september had Saladin de steden Akko, Nablus, Jaffa, Toron, Sidon, Beiroet en Ashkelon ingenomen. De enige overlevenden wisten te vluchten naar de havenstad Tyrus, waar Koenraad van Montferrato stand wist te houden tegen Saladins soldaten.

## Situatie in Jeruzalem
Ondertussen in Tyrus, had Balian van Ibelin, heer van Ramalah en Nablus - de hoogste in rang en van adel die de nederlaag bij Hattin wist te ontvluchten, Saladin gevraagd om voor een veilige aftocht naar Jeruzalem te zorgen en om vervolgens zijn vrouw Maria Comnena en haar familie van een veilige plek te voorzien. Saladin willigde zijn verzoek in, onder voorwaarde dat Balian geen onderneming ondernam om een val of strijders tegen hem op te zetten en niet meer dan een dag in de stad Jeruzalem te verblijven. Hoewel, bij aankomst in de heilige stad, Patriarch Heraclius, koningin Sibylla en de rest van de inwoners smeekten hem om de leiding te nemen ter verdediging van de stad. Heraclius, die argumenteerde dat hij moest blijven voor de redding van het christelijke geloof, daarbij opperde hij zich bij hem aan te sluiten en dat geloof te houden en Balian stemde toe.
Balian stuurde een bericht over zijn voorgenomen beslissing naar Saladin, die ondertussen zijn kamp had opgeslagen bij Ashkelon. Daarbij verwierp hij in de brief dat hij niet wilde onderhandelen over de overgave van de stad Jeruzalem. Vreemd genoeg zorgde Saladin wel voor een begeleidend escorte voor Maria Comnena en de rest van de adellijke families naar Tripoli, maar hij liet Balian van Ibelin achter. Die werd door de moslims beschouwd als belangrijkste man om te onderhandelen vanwege zijn hoge rang.
Balian vond de situatie in Jeruzalem nijpend. De stad werd gevuld met voortvluchtigen en deserteurs die wegliepen uit Saladins leger, en waarvan er met de dag meer de stad binnenstroomden. Er waren minder dan 14 ridders in de stad, zodat hij zestig nieuwe ridders benoemde die eigenlijk nog in training waren of burgerwachters waren. Hij bereidde zich voor op het onvermijdelijke beleg door voedsel en geld in te zamelen. De legers uit Syrië en Egypte geformeerd onder bewind van Saladin arriveerden buiten de poorten van Jeruzalem op 20 september.

## Het beleg
De onderhandelingen tussen Saladin en Balian werden naar buiten gebracht door tussenkomst van Yussuf Batit, een oosterse orthodoxe imam, die door de machthebbers van de kruisvaarders grootschalig werd onderdrukt en vernederd. Benit wist dat als de stad weer in moslimhanden kon komen zijn vrijheid gewaarborgd zou zijn. Saladin wilde nadrukkelijk dat de stad vreedzaam en zonder bloedvergieten werd overgedragen. Maar de christelijke bewoners peinsden er niet over om hun stad te verlaten en wilden dit liever met de dood bekopen en zo begon het beleg.
Saladins legers stonden met hun gezichten gericht naar de Toren van David en de Poort van Damascus. Zijn boogschutters bestookten de kantelen voortdurend met hun pijlen. Belegeringstorens werden naar de muren gerold, maar werden door de christenen elke keer teruggedrongen. Een aantal dagen werden er kleine schermutselingen uitgevochten, maar die waren zonder resultaat. Op 26 september verruilde Saladin zijn kamp naar een andere plek van de stadsmuren. Op de Olijfberg was er geen poort waarvandaan de christenen geen frontaanval konden verrichten. De muren werden constant door de belegeringstorens, katapulten, Grieks vuur en kruisboogbeschietingen beschadigd. Een gedeelte van de muur stortte op 29 september in. De kruisvaarders konden de moslims bij deze breuk in de muur niet meer tegenhouden, maar tegelijkertijd konden de moslims de stad ook niet binnenkomen. De moslims wonnen terrein door hun overmacht en wisten de christenen te overmeesteren, zodat er nog maar een honderdtal mannen de breuk in de muur stonden te verdedigen en er was geen versterking op komst. Bij het beleg namen ook enkele vrouwen deel, waaronder de Engelse Margaretha van Beverley.

### Onderhandeling tussen Saladin en Balian
Aan het einde van september verliet Balian met een gevolg de stad voor een ontmoeting met Saladin, om deze keer wel de stad over te geven aan Saladin. Saladin kon dit niet accepteren, terwijl zij onderhandelden, zag hij in een ooghoek dat zijn mannen de muren beklommen en hun banieren op de stadsmuren plantten. Vlak daarna grepen de christenen weer in door de banieren van de stadsmuren af te gooien. Saladin stemde ineens wel toe en de twee kwamen overeen dat de stad in vrede aan Saladin werd overgedragen. De sultan stond toe dat de burgers zich mochten vrijkopen, 20 bezanten voor mannen, 10 bezanten voor vrouwen en 5 bezanten voor kinderen, als de burgers hier niet aan konden voldoen werden ze als slaaf aan moslims verkocht. Balian maakte uitentreuren bezwaar omdat het grootste gedeelte van de burgers deze prijzen nooit kon betalen, hetzelfde gold voor circa 20.000 andere voortvluchtigen in het koninkrijk.
Na terugkeer in Jeruzalem werd besloten dat er circa 7.000 burgers uit de schatkist van koning Hendrik II van Engeland vrijgekocht konden worden. Hij had daar zijn reisgeld voor een mogelijke campagne voor zichzelf opgeslagen dat door de hospitaalridders bewaakt werd.
Balian ontmoette Saladin opnieuw en de sultan besloot coulant te zijn en liet de prijs opnieuw zakken, tien bezanten voor mannen, 5 voor vrouwen en 1 voor kinderen. Balian opperde dat dit nog steeds te veel was. Saladin suggereerde een losprijs van 100.000 bezanten voor alle burgers van de stad. Balian dacht dat dit onmogelijk was, waarop Saladin zei dat hij 7.000 burgers vrijliet voor niet minder dan 50.000 bezanten. Uiteindelijk werd besloten dat de 7.000 burgers voor 30.000 bezanten vrijgekocht werden en zij mochten gaan; twee vrouwen of tien kinderen werden voor de prijs van een man toegestaan om de stad te verlaten.

### Overgave van Jeruzalem
Balian overhandigde de sleutels van de Toren van David op 2 oktober. Er werd vervolgens aangekondigd dat de inwoners een maand de tijd hadden om hun losgeld te betalen voor hun vrijheid uit de mogelijke slavernij. Saladin was sympathiek en bevrijdde de slaven die onder het juk van de christenen hadden moeten werken, ditzelfde deed zijn broer Saphadin. Ook Balian en Hereclius bevrijdden vele anderen door ze met hun eigen geld te betalen. Beiden boden zichzelf aan als gijzelaars om de overige inwoners (circa 3.000 burgers) te kunnen laten gaan, maar Saladin weigerde dit.
Saladin beval een ordelijke mars van Jeruzalem vandaan en wilde de slachting die honderd jaar daarvoor van kracht was voorkomen (zie; Beleg van Jeruzalem (1099)). De vrijgekochte burgers werden in drie groepen weggemarcheerd, in de twee eerste groepen werd voorgegaan door de tempeliers en de hospitaalridders, met Balian en de patriarch in de derde groep. Balian werd toegestaan om zich weer aan te sluiten bij zijn vrouw en familie in Tripoli, en Heraclius werd toegestaan om christelijke relikwieën mee te nemen naar zijn volgende bestemming.

## Nasleep
Het grootste gedeelte van de vluchtelingenstroom ging naar de stad Tripoli, waar de meesten de toegang tot de stad werd geweigerd en sommigen zelfs van hun eigendommen werden beroofd. Hierna trokken de gevluchten verder naar Antiochië, Cilicië en het Byzantijnse Rijk.
Ondertussen werd er in Europa verteld over de desastreuze slag bij Hattin door Joscius, aartsbisschop van Tyrus en door pelgrims en andere reizigers. Onmiddellijk werden er plannen gemaakt voor een Derde Kruistocht, al zou het nog tot 1189 duren tot die van start ging.

## In fictie
Het beleg van Jeruzalem werd breed nagespeeld en was een groot gedeelte van de plot van de film Kingdom of Heaven uit 2005, geregisseerd door Ridley Scott, met Orlando Bloom in de rol van Balian en Ghassan Massoud in de rol van Saladin.
In het literaire werk Pagan's Crusade (1993) van Catherine Jinks, is veel aandacht voor de onderhandelingen tussen Balian en Saladin.

### Secundaire Bronnen
- James Brundage, The Crusades: A Documentary Survey. Marquette University Press, 1962.
- Peter Edbury, The Conquest of Jerusalem and the Third Crusade: Sources in Translation. Ashgate, 1996.
- P. M. Holt, The Age of the Crusades: The Near East from the Eleventh Century to 1517. Longman, 1986.
- Amin Maalouf, The Crusades Through Arab Eyes. London, 1984.
- Steven Runciman, A History of the Crusades, vol. II: The Kingdom of Jerusalem and the Frankish East, 1100-1187. Cambridge University Press, 1952.
- Kenneth Setton, ed. A History of the Crusades, vol. I. University of Pennsylvania Press, 1958 (online beschikbaar).
- R. C. Smail, Crusading Warfare, 1097-1193. Cambridge University Press, 1956.